# Madar Tamás
Madar Tamás (Püspökladány, 1978. október 3. –) magyar labdarúgó. Pályafutását a Debreceni VSC csapatában kezdte, ahol végigjárta a korosztályos csapatokat és a felnőtt csapatban is meghatározó játékos volt. Volt Ifi és Olimpiai válogatott, valamint a Debrecen csapatával Magyar Kupa győztes. Később a Kaposvári Rákóczi FC játékosa volt. Profi pályafutását 2007-ben fejezete be, ezután munka mellett a Dunakeszi Vasutas SE NB III.-as csapatának játékosa, csapatkapitánya volt. 2013-ban családjával Németországba költözött, ahol évek óta ugyanannak a Regional ligás csapatnak, az SC FFB-nak játékosa, csapatkapitánya. Nős, egy kislány és egy kisfiú édesapja.